# Oleogustus

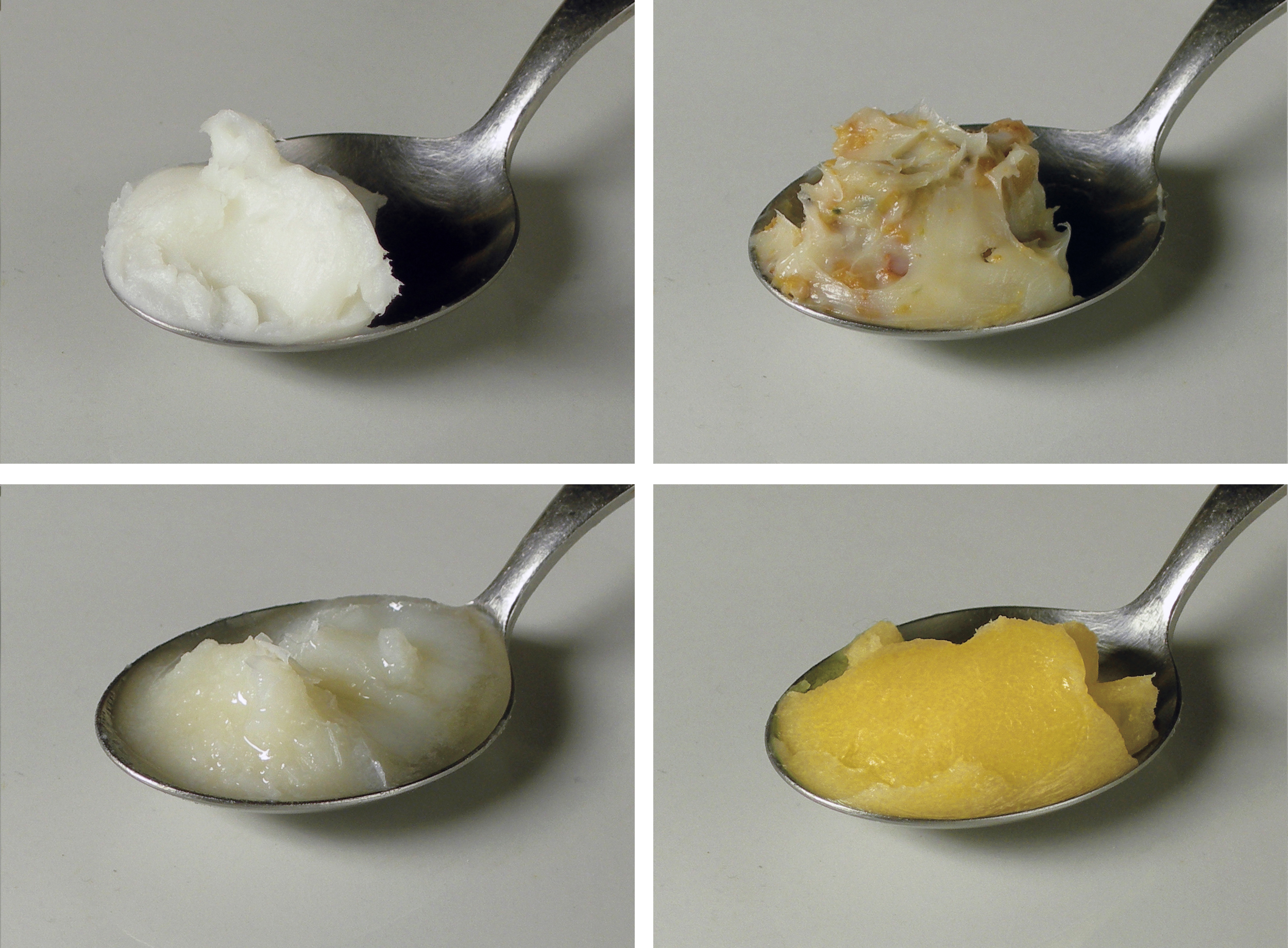
Las grasas aportan sabor.

El término oleogustus es la denominación dada al sabor identificado en la grasa animal existente en algunos alimentos. Expertos en nutrición de la Universidad Purdue han demostrado que la sensación de los ácidos grasos no esterificados (ácido graso libre) en ciertos alimentos proporcionan un estímulo específico de sabor: un sabor a grasa denominado oleogustus. Se ha comprobado que la longitud de estas cadenas de ácidos grasos proporciona un sabor característico; los alimentos que contienen cadenas cortas proporcionan un sabor similar al ácido, mientras que los ácidos grasos no esterificados de cadenas medias y larga contribuyen a este nuevo sabor. Antes de este descubrimiento realizado en 2015, ya previamente en 2009 se sospechaba que existía un sabor específico orientado por los ácidos grasos.